# Gesù caccia i profanatori dal tempio
Gesù caccia i profanatori dal tempio è un affresco di carattere religioso che si trova a Lucca, nella chiesa di Santa Maria Corteorlandini.

## Descrizione
Nella letteratura artistica locale, il dipinto viene attribuito a Giovanni Marracci, in corrispondenza della porta principale d'ingresso. 